# Absolutně spojitá funkce
Absolutní spojitost funkce je pojem matematické analýzy, který dále zesiluje stejnoměrnou spojitost. Na rozdíl od ní se ale neomezuje na jeden dostatečně malý interval a velikost jeho obrazu, nýbrž klade nároky i na systémy (malých) intervalů.

## Definice
Funkci {\displaystyle f(x)} označíme jako absolutně spojitou na intervalu {\displaystyle \langle a,b\rangle }, jestliže k libovolnému {\displaystyle \varepsilon >0} existuje takové {\displaystyle \delta >0}, že pro každý systém intervalů {\displaystyle \langle a_{1},b_{1}\rangle ,\langle a_{2},b_{2}\rangle ,\,\dots ,\langle a_{n},b_{n}\rangle }, pro který je {\displaystyle a\leq a_{1}\leq b_{1}\leq a_{2}\leq b_{2}\leq \cdots \leq a_{n}\leq b_{n}\leq b}, a {\displaystyle \sum _{i=1}^{n}(b_{i}-a_{i})<\delta } platí {\displaystyle \sum _{i=1}^{n}|f(b_{i})-f(a_{i})|<\varepsilon }.
Prostor všech absolutně spojitých funkcí na intervalu {\displaystyle \langle a,b\rangle } značíme {\displaystyle AC(a,b)}

## Příklady
- Spojitost neimplikuje absolutní spojitost - Cantorova funkce je spojitá, ale není absolutně spojitá.
- Stejnoměrná spojitost neimplikuje absolutní spojitost - Cantorova funkce je stejnoměrně spojitá, ale není absolutně spojitá.
- {\displaystyle f(x)=x} je absolutně spojitá.

## Ekvivalentní definice
{\displaystyle f} je absolutně spojitá na {\displaystyle \langle a,b\rangle } právě tehdy, když
- {\displaystyle f\in L^{1}(a,b)} je rozdílem dvou neklesajících spojitých funkcí
- {\displaystyle \exists g\in L^{1}(a,b)} taková, že {\displaystyle f(x)=\int _{a}^{x}g(t)\mathrm {dt} {\mbox{  }}\forall x\in (a,b)}
- {\displaystyle \exists h\in L^{1}(a,b)} taková, že {\displaystyle |f(d)-f(c)|\leq \int _{c}^{d}h(t)\mathrm {dt} {\mbox{  }}\forall \langle c,d\rangle \subset \langle a,b\rangle }

## Vlastnosti
- Součet a rozdíl dvou absolutně spojitých funkcí je také absolutně spojitý.
- Každá absolutně spojitá funkce je stejnoměrně spojitá a tedy spojitá.
- Každá lipschitzovská funkce je absolutně spojitá
- Absolutně spojitá funkce f má derivaci skoro všude a platí: {\displaystyle f(x)=f(a)+\int _{a}^{x}f'(t)\mathrm {dt} {\mbox{ }}\forall x\in \langle a,b\rangle }
- pokud {\displaystyle f\in L^{1}(a,b)} a {\displaystyle F(x)=\int _{a}^{x}f(t)\mathrm {dt} }, pak {\displaystyle F} je absolutně spojitá na {\displaystyle \langle a,b\rangle }